# Takasu
Takasu (鷹栖町, Takasu-chō) est un bourg du district de Kamikawa, dans la sous-préfecture de Kamikawa, sur l'île de Hokkaidō au Japon.

## Toponymie
Le toponyme « Takasu », formé des sinogrammes « 鷹 » (« rapace » ou « grand oiseau ») et « 栖 » (« nid » ou « lieu de vie »), dérive du nom aïnou originel du lieu : チカップニ (cikappuni), qui signifie « endroit où des grands oiseaux vivent ». Cette expression traduit le fait que la zone d'habitations humaines qu'est devenu le bourg de Takasu était autrefois l'aire de rassemblement de rapaces, tels que des éperviers,.

## Géographie

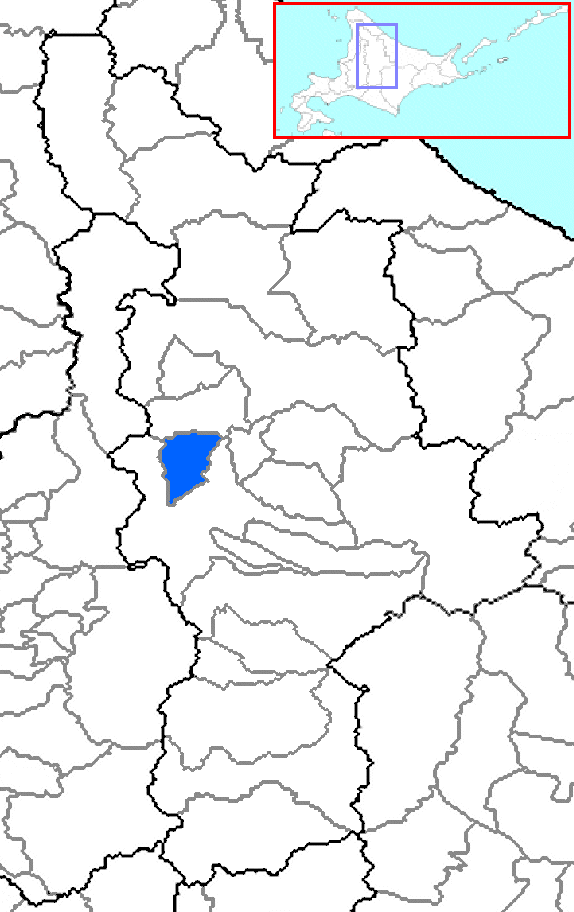
Carte de localisation de Takasu dans la sous-préfecture de Kamikawa.

### Situation
Le bourg de Takasu jouxte la limite nord d'Asahikawa, la seconde plus grande ville de la préfecture de Hokkaidō, au Japon,.

### Démographie
Lors du recensement national de 2015, TakasuLa comptait 7 018 habitants répartis sur une superficie de 139,42 km2.

### Hydrographie
Le bourg de Takasu appartient au bassin versant du fleuve Ishikari, qui forme la limite sud de son territoire.

## Histoire
Le village de Takasu est officiellement fondé en 1892. Il acquiert le staut de bourg en 1969,.

## Économie
L'agriculture est l'activité économique principale de Takasu (riziculture, production de jus de tomate).

## Transports
Takasu est traversé par la ligne principale Hakodate de la compagnie JR Hokkaido. Toutefois, aucune gare ne se trouve sur le territoire de la municipalité. La gare la plus proche est celle de Chikabumi située à Asahikawa.
L'autoroute de Hokkaidō (en) traverse également Takasu.

## Jumelage
- Ville de Gold Coast (Australie) depuis novembre 1995[1].

## Symboles municipaux
La fleur de tagette est la fleur symbole de Takasu, le sorbier du Japon (en) son arbre symbole.